# 충주대림초등학교
충주대림초등학교는 충청북도 충주시에 있는 공립 초등학교이다.

## 학교 연혁
- 1987년 4월 7일: 충주대림국민학교 설립 인가
- 1988년 3월 9일: 개교
- 1996년 3월 1일: 충주대림초등학교로 개칭.
- 1998년 2월 17일: 충주대림초등학교 병설유치원 개원(3학급)
- 1998년 11월 27일: 충주교육지원청 인성교육 시범운영 보고
- 2004년 8월 28일: 과학실 현대화 사업
- 2008년 3월 27일: 학습도움반 (특수반) 완공
- 2008년 12월 31일: 영어마을 체험교실 완공
- 2009년 3월 1일: 20학급 편성(특수학급 1 포함)
- 2010년 3월 1일: 19학급 편성(특수학급 1 포함)
- 2011년 3월 1일: 18학급 편성(특수학급 1 포함)
- 2012년 3월 1일: 17학급 편성(특수학급 1 포함), 교과부 요청 도지정 연구학교(학부모 학교 참여) 운영
- 2012년 9월 1일: 대림관 준공
- 2013년 3월 1일: 교과부 요청 도지정 연구학교(학부모 학교 참여) 운영
- 2013년 12월 12일: 多 행복한 학교 만들기 실천 우수학교
- 2014년 11월 20일: 돌봄교실 대상 수상
- 2014년 12월 30일: 과학실 리모델링
- 2015년 3월 1일: 16학급 편성(특수학급 1 포함)
- 2016년 3월 1일: 생활지도(어깨동무) 도지정 연구학교(2016~2017)

- 2016년 8월 9일: 장애인 승강기 준공

- 2017년 2월 7일: 도서실 리모델링
- 2017년 8월 28일: 교직원 연수실 리모델링
- 2019년 1월 4일: 교문 준공 및 위클래스 리모델링
- 2020년 11월 17일: 후관 지진 내진공사 완공
- 2021년 9월 1일: 제15대 조성미 교장 부임
- 2022년 8월 9일: 컴퓨터실, 특수학급 현대화사업
- 2022년 10월 22일: 현관 및 본관계단, 화장실 리모델링
- 2023년 1월 5일: 제35회 졸업식(총 4,293명 졸업)
- 2023년 2월 28일: 후관 석면제거공사(전등 및 천정형냉난방기 교체)
- 2023년 3월 1일: 13학급 편성(특수학급 포함)
- 2023년 7월 11일: 큰숲꿈터(학교놀이터) 개장식
- 2023년 9월 1일: 제16대 권태목 교장 부임

## 참고 자료
- 충주대림초등학교 - 한국교육학술정보원 학교알리미